# كرستن لورينز
كرستن لورينز (بالألمانية: Kerstin Lorenz )‏ (و. 1962 – 2005 م) هي سياسية ألمانية، ولدت في درسدن، كانت عضوةً في الحزب الوطني الديمقراطي (ألمانيا)، والجمهوريون، توفيت عن عمر يناهز 43 عاماً.